# Glenea virgata
Glenea virgata är en skalbaggsart som beskrevs av Charles Joseph Gahan 1906. Glenea virgata ingår i släktet Glenea och familjen långhorningar. Inga underarter finns listade i Catalogue of Life.